# Dirk Gunther Mohr
Dirk Gunther Mohr (* 11. August 1981 in Den Haag) ist ein niederländischer Schauspieler, Drehbuchautor und Filmproduzent.

## Leben
Mohr absolvierte mehrere Kurse, u. a. bei RJB Studio. 2012 hatte er seine ersten Rollen, u. a. in den TV-Serien Goede tijden, slechte tijden und Moordvrouw. 2013 war er in den Serien Overspel in de liefde, Dokters und Beschuldigd zu sehen. Von 2013 bis 2015 wirkte außerdem er in der Serie Overspel mit. Weitere Rollen hatte er 2015 im Kurzfilm De Lichtwachter und in der Serie Wasserette de Watering. 2015 verkörperte er in einem weiteren Kurzfilm erstmals den König Heinrich VIII. Diese Rolle übernahm er auch in dem Film A Royal Love. Dabei trat er nicht nur als Hauptdarsteller, sondern auch als Drehbuchautor und Filmproduzent in Erscheinung. In der Literaturverfilmung Das Tagebuch der Anne Frank, die im Frühjahr 2015 gedreht wurde und am 3. März 2016 in die Kinos kam, spielt Mohr einen der Polizisten, die zusammen mit Karl Josef Silberbauer die im Amsterdamer Hinterhaus versteckten Juden verhaften.

## Filmografie (Auswahl)
- 2016: A Royal Love
- 2016: Das Tagebuch der Anne Frank